# Everett (Washington)
Everett è una città degli Stati Uniti d'America, capoluogo della Contea di Snohomish, nello Stato di Washington. Quarta città per popolazione sullo stretto di Puget, sorge 40 km a nord di Seattle.
Il nome deriva da quello del figlio del suo fondatore Charles L. Colby. La città è anche la sede degli stabilimenti della Boeing in cui venivano prodotti i celebri Jumbo-jet 747.

## Infrastrutture e trasporti
La città è servita dal servizio ferroviario suburbano Sounder.